# قائمة رحلات دونالد ترامب الرئاسية عام 2017
هذه قائمة الرحلات الرئاسية التي قام بها دونالد ترمب خلال عام 2017، في السنة الأولى من رئاسته بصفته الرئيس الخامس والأربعون للولايات المتحدة. تستثني من هذه القائمة الرحلات التي قام بها داخل واشنطن العاصمة، ورحلاته إلى مقر الإقامة الرئاسي الريفي في كامب ديفيد، وإلى منزله الخاص في برج ترمب، في مدينة نيويورك.

## يناير
| الدولة/ ولاية أمريكية | المكان          | التاريخ  | التفاصيل | صورة |
| --------------------- | --------------- | -------- | --- | ---- |
| فرجينيا               | Langley         | 21 يناير | زار الرئيس ترمب المقر الرئيسي لوكالة المخابرات المركزية (CIA) في لانغلي بولاية فيرجينيا. |      |
| بنسيلفانيا            | فيلادلفيا       | 26 يناير | أول رحلة له بطائرة الرئاسة. خطب الرئيس ترمب في زعماء الجمهوريين في فندق فيلادلفيا لويس بشأن جدول أعماله. كما خطبت رئيسة الوزراء البريطانية تيريزا ماي في هذا الحدث. عاد دونالد ترمب إلى واشنطن في نفس اليوم. |      |
| فرجينيا               | مقاطعة أرلنغتون | 27 يناير | زار الرئيس ترمب مقر وزارة الدفاع في البنتاغون. |      |

## فبراير
| الدولة/ ولاية أمريكية | المكان             | التاريخ      | التفاصيل | صورة |
| --------------------- | ------------------ | ------------ | --- | ---- |
| ديلاوير               | دوفر               | 1 فبراير     | زار الرئيس ترمب قاعدة دوفر الجوية أثناء وصول رفات جندي من البحرية الأمريكية، وهو أول قتيل معروف في عهد إدارة ترمب. |      |
| فلوريدا               | مارالاغو، تامبا    | 3–6 فبراير   | سافر الرئيس ترمب إلى نادي مارالاغو لحضور حفل الصليب الأحمر السنوي الستين وزيارة منطقة ويست بالم بيتش. قام بزيارة نادي بالم بيتش للغولف الخاص به في 4 فبراير. في طريق عودته إلى العاصمة، توقف الرئيس ترمب في تامبا في قاعدة ماكديل الجوية للقاء القادة العسكريين. |      |
| فلوريدا               | Mar-a-Lago         | 10–12 فبراير | سافر الرئيس ترمب إلى مارالاغو للعب الجولف مع رئيس وزراء اليابان شينزو آبي ومناقشة العلاقات الأمريكية اليابانية. |      |
| كارولاينا الجنوبية    | نورث تشارلستون     | 17 فبراير    | زار الرئيس ترمب مبنى بوينغ في شمال تشارلستون بولاية كارولينا الجنوبية لحضور حفل طائرة بوينغ 787-10 دريملاينر. |      |
| فلوريدا               | ملبورن، Mar-a-Lago | 17–20 فبراير | عقد الرئيس ترمب اجتماعًا في مطار ملبورن أورلاندو الدولي وبقي في منتجع مارالاغو لعطلة نهاية الأسبوع الثالثة على التوالي، أعلن في الاجتماع عن تعيين هربرت مكماستر مستشارا للأمن القومي الأمريكي. لعب ترمب أيضًا عدة جولات من لعبة الجولف خلال زيارة نهاية الأسبوع.   |      |
| ماريلند               | National Harbor ‏   | 24 فبراير    | تحدث الرئيس ترمب في مؤتمر العمل السياسي المحافظ في منتجع ومركز مؤتمرات جايلورد الوطني. |      |

## مارس
| الدولة/ ولاية أمريكية | المكان                  | التاريخ    | التفاصيل | صورة |
| --------------------- | ----------------------- | ---------- | --- | ---- |
| فرجينيا               | نيوبورت نيوز            | 2 مارس     | خطب الرئيس ترمب في بناة السفن والبحارة على متن سفينة يو إس إس جيرالد فورد.                                                                           |      |
| فلوريدا               | Pine Hills ‏, Mar-a-Lago | 3–5 مارس   | تحدث الرئيس ترمب عن إصلاح التعليم في مدرسة سانت أندروز الكاثوليكية في باين هيلز ثم سافر إلى منتجع مارالاغو.                                          |      |
| ميشيغان               | يبسيلانتي               | 15 مارس    | صرح الرئيس ترمب بعدة قرارات في المركز الأمريكي للتنقل في ويلو رن.                                                                                    |      |
| تينيسي                | ناشفيل                  | 15 مارس    | أدلى الرئيس ترمب بتصريحات في Hermitage بمناسبة الذكرى الـ 250 لميلاد أندرو جاكسون الرئيس السابع للولايات المتحدة، وعقد اجتماعًا في قاعة بلدية ناشفيل. |      |
| فلوريدا               | Mar-a-Lago              | 17–19 مارس | زار الرئيس ترمب منتجعه في فلوريدا في عطلة نهاية الأسبوع.                                                                                             |      |
| كنتاكي                | لويفيل                  | 20 مارس    | زار الرئيس ترمب لويزفيل للجتماع لعقد اجتماع شعبي في Freedom Hall وللترويج لمشروع قانون الرعاية الصحية الخاص به.                                      |      |
| فرجينيا               | Sterling                | 25 مارس    | سافر الرئيس ترمب إلى نادي ترمب الوطني للغولف، واشنطن العاصمة، في بوتوماك فولز، فيرجينيا، عقد في الزيارة اجتماعًا ولعب الجولف.                         |      |
| فرجينيا               | Sterling                | 26 مارس    | سافر الرئيس ترمب إلى نادي ترمب الوطني للغولف، واشنطن العاصمة، في بوتوماك فولز، فيرجينيا، عقد في الزيارة اجتماعًا ولعب الجولف.                         |      |

## أبريل
| الدولة/ ولاية أمريكية | المكان                     | التاريخ     | التفاصيل | صورة |
| --------------------- | -------------------------- | ----------- | --- | ---- |
| فرجينيا               | Sterling                   | 2 أبريل     | لعب الرئيس ترمب والسيناتور راند بول ومدير الميزانية ميك مولفاني جولف في نادي ترمب الوطني للغولف في فيرجينيا، وناقشوا مجموعة متنوعة من المواضيع منها الرعاية الصحية. |      |
| فلوريدا               | Mar-a-Lago, ويست بالم بيتش | 6–9 أبريل   | سافر الرئيس ترمب إلى مارالاغو لاستضافة الرئيس الصيني شي جين بينغ. زار ترمب نادي ترمب الدولي للغولف في ويست بالم بيتش، في يومي السبت 8 أبريل والأحد 9 أبريل.         |      |
| فلوريدا               | Mar-a-Lago, ويست بالم بيتش | 13–16 أبريل | سافر الرئيس ترمب إلى مارالاغو، ولعب الغولف في نادي ترمب الدولي للغولف في ويست بالم بيتش. حضر الرئيس ترمب يوم الأحد قداس عيد الفصح في Bethesda-by-the-Sea.           |      |
| ويسكونسن              | كينوشا                     | 18 أبريل    | زار الرئيس ترمب المقر الرئيسي لشركة Snap-on Inc. ‏ في كينوشا بولاية ويسكونسن.                                                                                        |      |
| ماريلند               | بيثيسدا                    | 22 أبريل    | زار الرئيس ترمب مركز والتر ريد الطبي العسكري الوطني ‏ في بيثيسدا بولاية ماريلاند، ومنح الرقيب ألفارو بارينتوس وسام القلب الأرجواني.                                  |      |
| جورجيا                | أتلانتا                    | 28 أبريل    | ألقى الرئيس ترمب كلمة في منتدى القيادة التابع للاتحاد القومي للأسلحة لشهر أبريل في مركز جورجيا للمؤتمرات العالمية في أتلانتا، جورجيا.                               |      |
| بنسيلفانيا            | هاريسبرج                   | 29 أبريل    | حضر الرئيس ترمب اجتماع شعبي في مجمع بنسلفانيا فارم شو كومبليكس ومركز إكسبو بمناسبة مرور 100 يوم على توليه منصبه.                                                    |      |
| فرجينيا               | Sterling                   | 30 أبريل    | زار الرئيس ترمب نادي ترمب الوطني للغولف في ولاية فرجينيا. |      |

## مايو
| الدولة/ ولاية أمريكية     | المكان          | التاريخ    | التفاصيل | صورة |
| ------------------------- | --------------- | ---------- | --- | ---- |
| نيويورك                   | نيويورك         | 4 مايو     | التقى الرئيس ترمب برئيس وزراء أستراليا مالكولم تورنبول في متحف يو إس إس إنتريبيد في الذكرى الخامسة والسبعين لمعركة بحر المرجان. |      |
| نيوجيرسي                  | Bedminster      | 4–7 مايو   | سافر الرئيس ترمب إلى ملعب ترمب الوطني للغولف ليمضى عطلة نهاية الأسبوع به. |      |
| فرجينيا                   | لينشبرغ         | 13 مايو    | ألقى الرئيس ترمب خطاب في ملعب ويليامز بجامعة ليبرتي. |      |
| فرجينيا                   | Sterling        | 14 مايو    | زار الرئيس ترمب نادي ترمب الوطني للغولف في ولاية فرجينيا. |      |
| كونيتيكت                  | نيو لندن        | 17 مايو    | ألقى الرئيس ترمب خطاب في حفل تخرج طلاب أكاديمية خفر السواحل الأمريكية. |      |
| السعودية                  | الرياض          | 20–22 مايو | قام الرئيس ترمب بأول رحلة خارجية له إلى المملكة العربية السعودية لحضور قمة الرياض، وصل إلى مطار الملك خالد الدولي في 20 مايو، والتقى بالملك سلمان. ذهب ترمب بعد ذلك إلى قصر المربع ومنح وسام الملك عبد العزيز. زار ترمب لاحقًا المتحف الوطني للمملكة العربية السعودية، وافتتح المركز العالمي لمكافحة الفكر المتطرف، وألقى كلمة في القمة العربية الإسلامية الأمريكية في مركز الملك عبد العزيز للمؤتمرات في الرياض. |      |
| إسرائيل                   | تل أبيب، القدس  | 22–23 مايو | President Trump arrived at مطار بن غوريون الدولي on the afternoon of May 22, where they were greeted by President رؤوفين ريفلين and Prime Minister بنيامين نتنياهو. Traveling via مارين ون to القدس, Trump met with President Rivlin at بيت هاناسى, visited the كنيسة القيامة, and prayed at the حائط البراق in the البلدة القديمة (القدس), a first for a sitting president. Trump stayed overnight at the فندق الملك داود. Before departing Israel, Trump paid his respects at ياد فاشيم and delivered a speech at the متحف إسرائيل. |      |
| السلطة الوطنية الفلسطينية | بيت لحم         | 22–23 مايو | التقى الرئيس ترمب بالرئيس محمود عباس في القصر الرئاسي. |      |
| إيطاليا الفاتيكان         | روما, الفاتيكان | 23–24 مايو | سافر الرئيس ترمب إلى مطار ليوناردو دا فينشي، والتقى بالبابا فرنسيس في القصر الرسولي بمدينة الفاتيكان، وزار كنيسة سيستينا وكاتدرائية القديس بطرس. التقى ترمب لاحقًا بالرئيس سيرجيو ماتاريلا في قصر كيرينالي ورئيس الوزراء باولو جينتيلوني في فيلا تافيرنا، مقر إقامة السفير الأمريكي. بات ترمب في فيلا تافيرنا. |      |
| بلجيكا                    | بروكسل          | 24–25 مايو | ذهب ترمب إلى قاعدة ميلسبروك الجوية في 24 مايو، والتقى الرئيس ترمب بالملك فيليب ورئيس الوزراء شارل ميشيل في القصر الملكي في بروكسل. التقى الرئيس ترمب في 25 مايو بدونالد توسك وجان كلود يونكر في مقر الاتحاد الأوروبي. كما تناول غداء مع الرئيس الفرنسي إيمانويل ماكرون في السفارة الأمريكية. حضر قمة الناتو بروكسال 2017 وقمة الولايات المتحدة والاتحاد الأوروبي في مقر الناتو الجديد، شارك أيضًا في إزاحة الستار عن المادة 5 والنصب التذكارية لجدار برلين.                                                                            |      |
| إيطاليا                   | طبرمين          | 25–27 مايو | حضر الرئيس ترمب القمة الثالثة والأربعين لمجموعة السبع. وخطب في القوات المتمركزة في قاعدة سيغونيلا البحرية الجوية. كما عقد اجتماعات ثنائية مع المستشارة الألمانية أنغيلا ميركل ورئيس الوزراء الياباني شينزو آبي. حضر ترمب حفلاً موسيقيًا لأوركسترا لا سكالا الفيلهارمونية في المسرح القديم في تاورمينا. |      |
| فرجينيا                   | مقاطعة أرلنغتون | 29 مايو    | شارك الرئيس ترمب في احتفالات يوم الذكرى في مقبرة أرلينغتون الوطنية، وتحدث في المدرج التذكاري. وضع ترمب إكليلاً من الزهور على قبر الجندي المجهول وزار قبور القسم 60 من المقبرة. |      |

## يونيو
| الدولة/ ولاية أمريكية | المكان             | التاريخ            | التفاصيل | صورة |
| --------------------- | ------------------ | ------------------ | --- | ---- |
| فرجينيا               | Sterling           | 3 يونيو            | زار الرئيس ترمب نادي ترمب الوطني للغولف في ولاية فرجينيا. |      |
| فرجينيا               | Sterling           | 4 يونيو            | زار الرئيس ترمب نادي ترمب الوطني للغولف في فيرجينيا وانضم إليه بيتون مانينغ وسيناتور تينيسي بوب كوكر. |      |
| أوهايو                | سينسيناتي (أوهايو) | 7 يونيو            | سافر الرئيس دونالد ترمب إلى سينسيناتي للحديث عن خطته للإنفاق الفيدرالي الجديد على البنية التحتية، وخطب في مطار لونكين التابع لبلدية سينسيناتي. صرح لاحقا عن بعض لاحقًا تصريحات في ريفرتاون مارينا في إيست إند، سينسيناتي.                                     |      |
| نيوجيرسي              | Bedminster         | 9–11 يونيو         | أمضى الرئيس ترمب عطلة نهاية الأسبوع في ملعب ترمب الوطني للغولف، وترأس حملة لجمع التبرعات للممثل توم ماكارثر. |      |
| ويسكونسن              | ميلواكي، بيووكي    | 13 يونيو           | زار الرئيس ترمب ولاية ويسكونسن للحديث عن التدريب المهني لسد فجوة المهارات، وقام بجولة في الكلية التقنية بمقاطعة واوكيشا. ألقى ترمب تصريحات في مطار الجنرال ميتشل الدولي، وترأس حملة لجمع التبرعات للحاكم سكوت ووكر في فندق حياة ريجنسي في وسط مدينة ميلووكي. |      |
| فلوريدا               | ميامي              | 16 يونيو           | سافر الرئيس ترمب إلى مسرح مانويل أرتيم في ليتل هافانا في ميامي للإعلان عن التراجع عن سياسات الرئيس السابق باراك أوباما تجاه كوبا. |      |
| آيوا                  | سيدار رابيدز       | 21 يونيو           | سافر الرئيس ترمب إلى ولاية أيوا للحديث عن التنمية الريفية في كلية كيركوود المجتمعية وعقد اجتماع شعبي في أليانت إنيرجي باور هاوس. كانت هذه أول زيارة رئاسية لترمب إلى أي ولاية تقع غرب نهر المسيسيبي.                                                         |      |
| فرجينيا               | Sterling           | 24 يونيو           | زار الرئيس ترمب نادي ترمب الوطني للغولف. |      |
| فرجينيا               | Sterling           | 25 يونيو           | زار الرئيس ترمب نادي ترمب الوطني للغولف. |      |
| نيوجيرسي              | Bedminster         | 30 يونيو – 1 يوليو | سافر الرئيس ترمب إلى ملعب ترمب الوطني للغولف في بيدمينستر، نيوجيرسي، ووصل إلى مطار موريستاون المحلي. |      |

## يوليو
| الدولة/ ولاية أمريكية | المكان                | التاريخ     | التفاصيل | صورة |
| --------------------- | --------------------- | ----------- | --- | ---- |
| نيوجيرسي              | Bedminster            | 1–3 يوليو   | بعد قضائه معظم اليوم في نادي ترمب الوطني للغولف في بيدمينستر، غادر الرئيس ترمب إلى واشنطن العاصمة لحضور مسيرة الاحتفال بالحرية. عاد ترمب إلى بيدمينستر في وقت لاحق من تلك الليلة. غادر عبر مطار موريستاون المحلي متوجهاً إلى واشنطن العاصمة مساء يوم 3 يوليو. |      |
| فرجينيا               | Sterling              | 4 يوليو     | سافر الرئيس ترمب إلى نادي ترمب الوطني للغولف. |      |
| بولندا                | وارسو                 | 5–6 يوليو   | سافر ترمب ومعه السيدة الأولى إلى مطار وارسو فريدريك شوبان في 5 يوليو، استقبله فيه وزير الخارجية البولندي فيتولد فاتشيكوفسكي. عقد اجتماعات ثنائية مع رئيس بولندا أندجي دودا ورئيس كرواتيا كوليندا غرابار كيتاروفيتش في 6 يوليو. شارك الرئيس ترمب في قمة البحار الثلاثة لمناقشة قضايا الطاقة مع اثني عشر زعيمًا أوروبيًا وخطب في نصب انتفاضة وارسو التذكاري عام 1944 في ساحة كراسينسكي.    |      |
| ألمانيا               | هامبورغ               | 6–8 يوليو   | وصل الرئيس ترمب إلى هامبورغ وعقد اجتماعًا ثنائيًا مع المستشارة أنجيلا ميركل في 6 يوليو. تحدث الرئيس ترمب وابنته إيفانكا ترمب في قمة مجموعة العشرين هامبورغ 2017. عقد اجتماعا ثنائيا مع الرئيس الروسي فلاديمير بوتين. |      |
| فرجينيا               | Sterling              | 9 يوليو     | سافر الرئيس ترمب إلى نادي ترمب الوطني للغولف. |      |
| فرنسا                 | باريس                 | 13–14 يوليو | سافر الرئيس ترمب والسيدة الأولى ميلانيا ترمب إلى باريس عبر مطار باريس أورلي في 13 يوليو. وزار الرئيس ترمب قصر ليزانفاليد. عقد الرئيس ترمب اجتماعًا ثنائيًا مع الرئيس إيمانويل ماكرون في قصر الإليزيه في 13 يوليو. وتناول الزعيمان لاحقًا العشاء في لو جول فيرن في برج إيفل. شارك الرئيس ترمب في 14 يوليو احتفالات يوم الباستيل بمناسبة مئوية دخول الولايات المتحدة للحرب العالمية الأولى. |      |
| نيوجيرسي              | Bedminster            | 14–16 يوليو | أمضى الرئيس ترمب عطلة نهاية الأسبوع في نادي ترمب الوطني للغولف، وشاهد بطولة الولايات المتحدة المفتوحة للسيدات. |      |
| فرجينيا               | مقاطعة أرلنغتون       | 20 يوليو    | سافر الرئيس ترمب إلى البنتاغون لعقد اجتماع سياسي عسكري مغلق. |      |
| فرجينيا               | Naval Station Norfolk | 22 يوليو    | سافر الرئيس ترمب إلى قاعدة نورفولك البحرية لحضور حفل إطلاق السفينة يو إس إس جيرالد فورد. |      |
| فرجينيا               | Sterling              | 22 يوليو    | سافر الرئيس ترمب إلى نادي ترمب الوطني للغولف. |      |
| فرجينيا               | Sterling              | 23 يوليو    | سافر الرئيس ترمب إلى نادي ترمب الوطني للغولف. |      |
| فيرجينيا الغربية      | Glen Jean ‏            | 24 يوليو    | سافر إلى مطار مقاطعة رالي التذكاري لحضور المخيم الكشفي الوطني لعام 2017، وتحدث في محمية سوميت بيكتيل الكشفية الوطنية. |      |
| أوهايو                | يونغزتاون، ستروثرز    | 25 يوليو    | سافر ترمب إلى Youngstown-Warren Regional Airport، وخطب الرئيس ترمب في المحاربين القدامى في AMVETS Post 44 في ستروثرز، ثم عقد اجتماعًا شعبيًا في مركز كوفيلي. |      |
| نيويورك               | برينتوود              | 28 يوليو    | سافر ترمب إلى مطار لونغ آيلاند ماك آرثر ةألقى الرئيس ترمب تصريحات حول حملة قمع عصابة أم أس-13 في مسرح فان نوستراند في كلية مجتمع مقاطعة سوفولك. |      |
| فرجينيا               | Sterling              | 30 يوليو    | سافر الرئيس ترمب إلى نادي ترمب الوطني للغولف في ستيرلنج، فيرجينيا. |      |

## أغسطس
| الدولة/ ولاية أمريكية | المكان               | التاريخ     | التفاصيل | صورة |
| --------------------- | -------------------- | ----------- | --- | --- |
| فيرجينيا الغربية      | هنغتينغتون           | 3 أغسطس     | سافر ترمب إلى Tri-State Airport في مقاطعة واين، عقد الرئيس ترمب اجتماعًا شعبيًا في Big Sandy Superstore Arena، أعلن فيه حاكم ولاية فرجينيا الغربية جيم جاستيس أنه سيصبح جمهوريا. | |
| نيوجيرسي              | Bedminster           | 4–14 أغسطس  | سافر الرئيس ترمب إلى نادي الغولف الخاص به وقضى به 11 يومًا. | |
| نيويورك               | نيويورك              | 14–16 أغسطس | سافر الرئيس ترمب إلى برج ترمب في وسط مانهاتن، مدينة نيويورك، ثم إلى مطار جون إف كينيدي الدولي. | |
| نيوجيرسي              | Bedminster           | 16–18 أغسطس | عاد الرئيس ترمب إلى نادي ترمب الوطني للغولف في بيدمينستر قادماً من نيويورك. غادر ترمب في 18 أغسطس عبر مطار موريستاون المحلي إلى منتجع كامب ديفيد. | |
| فرجينيا               | مقاطعة أرلنغتون      | 21 أغسطس    | تحدث الرئيس ترمب حول السياسة الأمريكية تجاه أفغانستان في قاعة كونمي في قاعدة ماير هندرسون المشتركة. | |
| أريزونا               | يوما، فينيكس         | 22 أغسطس    | تحدث الرئيس ترمب في Marine Corps Air Station Yuma. أقام اجتماعًا شعبيًا في مركز مؤتمرات فينيكس. | |
| نيفادا                | رينو                 | 23 أغسطس    | سافر الرئيس ترمب إلى مركز مؤتمرات رينو سباركس في رينو للتحدث في المؤتمر السنوي التاسع والتسعين للفيلق الأمريكي. | President Donald J. Trump delivers remarks at the National Convention of the American Legion August 23, 2017 |
| تكساس                 | كوربوس كريستي، أوستن | 29 أغسطس    | سافر الرئيس ترمب إلى كوربوس كريستي بولاية تكساس، وذهب إلى مركز إطفاء أنافيل عبر مطار كوربوس كريستي الدولي لمواساة المتضررين من إعصار هارفي. سافر ترمب بعد ذلك إلى أوستن عبر مطار أوستن برغستروم الدولي، وألقى تصريحات في مركز عمليات الطوارئ التابع لإدارة السلامة العامة في تكساس. | |
| ميزوري                | سبرينغفيلد           | 30 أغسطس    | سافر الرئيس ترمب إلى شركة لورين كوك في سبرينغفيلد بولاية ميسوري وعقد اجتماعًا شعبيًا لإطلاق خطته لإصلاح قانون الضرائب الأمريكي. | President Trump Travels to the Loren Cook Company 2017                                                       |

## سبتمبر
| الدولة/ ولاية أمريكية | المكان                 | التاريخ              | التفاصيل | صورة |
| --------------------- | ---------------------- | -------------------- | --- | --- |
| تكساس                 | هيوستن، بيرلاند        | 2 سبتمبر             | سافر الرئيس ترمب مع السيدة الأولى ميلانيا ترمب إلى تكساس في رحلة ثانية إلى المنطقة بعد إعصار هارفي. زار الكنيسة الأولى في بيرلاند والتقوا بالمتضررين من العاصفة في NRG Center.                                                               | September 2, 2017 |
| لويزيانا              | ليك تشارلز             | 2 سبتمبر             | سافر إلى مطار تشينولت الدولي ليلتقى الرئيس ترمب معأعضاء من بحرية كاجون في مستودع أسلحة للحرس الوطني الجوي في لويزيانا. | |
| داكوتا الشمالية       | بيسمارك، ماندان        | 6 سبتمبر             | سافر إلى مطار بسمارك المحلي ليزور مصفاة أنديفور في ماندان، داكوتا الشمالية ليروج للإصلاح الضريبي. | President Donald J. Trump attends a tax reform for energy workers event at Andeavor Refinery, Wednesday, September 6, 2017, in Mandan, North Dakota. |
| فرجينيا               | مقاطعة أرلنغتون        | 11 سبتمبر            | شارك الرئيس ترمب والسيدة الأولى ميلانيا ترمب في حفل تذكاري في نصب البنتاغون التذكاري في مقاطعة أرلنغتون، فرجينيا وألقى في الحفل كلمة بمناسبة الذكرى السادسة عشرة لهجمات 11 سبتمبر.                                                           | President Donald J. Trump and First Lady Melania Trump participate in a Sep 11 observance at the Pentagon                                            |
| فلوريدا               | نيبلز، فورت مايرز      | 14 سبتمبر            | سافر الرئيس ترمب والسيدة الأولى ميلانيا ترمب إلى فلوريدا لتفقد الأضرار نتيجة إعصار إيرما. التقى ترمب بأعضاء من خفر السواحل الأمريكي في حظيرة الطائرات الخاصة في مطار جنوب غرب فلوريدا الدولي.                                                | September 14, 2017 |
| ماريلند               | مقاطعة برينس جورج      | 15 سبتمبر            | زار الرئيس ترمب قاعدة أندروز المشتركة في مقاطعة برينس جورج بولاية ماريلاند وألقى خطاب للقوات وشاهد عرضًا جويًا. | |
| نيوجيرسي              | Bedminster             | 15–17 سبتمبر         | سافر الرئيس ترمب إلى نادي ترمب الوطني للغولف. | |
| نيويورك               | نيويورك                | 17–21 سبتمبر         | سافر الرئيس ترمب إلى مدينة نيويورك لحضور قمة الأمم المتحدة وذهب إلى برج ترمب في 17 سبتمبر. ألقى الرئيس ترمب تصريحات في مقر الأمم المتحدة في 18 سبتمبر. عقد الرئيس ترمب بعد ذلك اجتماعات مع العديد من قادة العالم في فندق لوتي نيويورك بالاس. | President Donald J. Trump at the 72nd United Nations General Assembly                                                                                |
| نيوجيرسي              | Bedminster             | 21–22 سبتمبر         | بعد اختتام أعمال الجمعية العامة للأمم المتحدة، سافر الرئيس ترمب إلى نادي ترمب الوطني للغولف. | |
| ألاباما               | هنتسفيل                | 22 ستبمبر            | قطع الرئيس ترمب إقامته في نادي ترمب الوطني للغولف لحضور تجمع انتخابي في هانتسفيل، ألاباما، لدعم مرشح مجلس الشيوخ Luther Strange. أقيم التجمع في مركز فون براون المدني. عاد الرئيس ترمب إلى بيدمينستر بعد التجمع.                             | |
| نيويورك               | نيويورك                | 26 سبتمبر            | ألقى الرئيس ترمب كلمة في بعثة الولايات المتحدة لدى الأمم المتحدة. ثم ترأس ترمب حملة لجمع التبرعات للجنة الوطنية للحزب الجمهوري في لو سيرك في ميدتاون مانهاتن ‏.                                                                               | |
| إنديانا               | إنديانابوليس           | 27 سبتمبر            | سافر الرئيس ترمب إلى مطار إنديانابوليس الدولي ليروج للإصلاح الضريبي في مبنى مكتب المزرعة، الواقع في أرض معارض ولاية إنديانا. | President Donald J. Trump delivers remarks on tax reform                                                                                             |
| نيوجيرسي              | Bedminster، جيرسي سيتي | 29 سبتمبر – 1 أكتوبر | سافر الرئيس ترمب إلى نادي ترمب الوطني للغولف. سافر الرئيس إلى جيرسي سيتي في 1 أكتوبر ليحضر كأس الرئيس في نادي ليبرتي الوطني للغولف. | |

## أكتوبر
| الدولة/ ولاية أمريكية | المكان             | التاريخ   | التفاصيل | صورة |
| --------------------- | ------------------ | --------- | --- | --- |
| بورتوريكو             | سان خوان، Guaynabo | 3 أكتوبر  | سافر الرئيس ترمب إلى سان خوان، بورتوريكو، لتفقد الأضرار الناجمة عن إعصار ماريا. التقى ترمب بالناجين من الكارثة أثناء سيره في شوارع جواينابو ووزع المساعدات في كنيسة كالفاري. زار ترمب أيضًا USS Kearsarge ‏. | President Trump and first lady Melania walk through a neighborhood in Guaynabo. |
| نيفادا                | لاس فيغاس          | 4 أكتوبر  | سافر الرئيس ترمب والسيدة الأولى ميلانيا ترمب إلى لاس فيغاس، نيفادا، بعد حادثة إطلاق نار لاس فيغاس ستريب 2017 وكان برفقتهما زعيم الأغلبية في مجلس النواب كيفن مكارثي الجمهوري من كاليفورنيا، السيناتور دين هيلر الجمهوري من نيفادا، والنائب مارك أمودي الجمهوري من ولاية نيفادا. عبر مطار هاري ريد الدولي وكان في استقباله في المطار حاكم ولاية نيفادا براين ساندوفال، وعمدة لاس فيغاس كارولين جودمان، وعمدة شرطة مدينة لاس فيغاس جو لومباردو. التقى أيضًا بالضحايا والأطباء في المركز الطبي الجامعي بجنوب نيفادا. كما التقى بالشرطة وخطب في الجمهور الأمريكي من المقر الرئيسي لقسم شرطة لاس فيغاس. | |
| فرجينيا               | Sterling           | 7 أكتوبر  | قام الرئيس ترمب بأول رحلة له في عطلة نهاية الأسبوع إلى نادي ترمب الوطني للغولف في ستيرلنج، فيرجينيا. | |
| كارولاينا الشمالية    | غرينزبورو          | 7 أكتوبر  | سافر الرئيس ترمب إلى مطار بيدمونت ترياد الدولي ليذهب حملة لجمع التبرعات لصالح لجنة انتصار ترمب في حي إيرفينغ بارك في غرينزبورو بولاية كارولاينا الشمالية. | |
| فرجينيا               | Sterling           | 8 أكتوبر  | قام الرئيس ترمب برلحة ثانية في عطلة نهاية الأسبوع إلى نادي ترمب الوطني للغولف في ستيرلنج، فيرجينيا. | |
| فرجينيا               | Sterling           | 9 أكتوبر  | قام الرئيس ترمب برلحة ثانية في عطلة نهاية الأسبوع إلى نادي ترمب الوطني للغولف في ستيرلنج، فيرجينيا. | |
| بنسيلفانيا            | هاريسبرج           | 11 أكتوبر | ألقى الرئيس ترمب تصريحات حول الإصلاح الضريبي في Hangar 71 في مطار هاريسبورغ الدولي ‏. | |
| ماريلند               | لوريل              | 13 أكتوبر | زار الرئيس ترمب مركز تدريب الخدمة السرية، وقام بجولة في منشأة موران للتدريب على المركبات في لوريل بولاية ميريلاند. | |
| فرجينيا               | Sterling           | 14 أكتوبر | سافر الرئيس ترمب إلى نادي ترمب الوطني للغولف، ولعب الغولف مع السيناتور ليندسي غراهام. | |
| فرجينيا               | Sterling           | 15 أكتوبر | سافر الرئيس ترمب إلى نادي ترمب الوطني للغولف، ولعب الغولف مع السيناتور راند بول. | |
| كارولاينا الجنوبية    | غرير               | 16 أكتوبر | سافر الرئيس ترمب إلى Greenville–Spartanburg International Airport، ألقى الرئيس ترمب تصريحات في حفل لجمع التبرعات لإعادة انتخاب حاكم ولاية كارولينا الجنوبية هنري ماكماستر في منتجع إمباسي سويتس جرينفيل جولف. | |
| فرجينيا               | Sterling           | 21 أكتوبر | زار الرئيس ترمب نادي ترمب الوطني للغولف. | |
| فرجينيا               | Sterling           | 22 أكتوبر | زار الرئيس ترمب نادي ترمب الوطني للغولف. | |
| تكساس                 | دالاس              | 25 أكتوبر | شارك الرئيس ترمب في بيان عن التعافي من الإعصار في محطة الطيران المميزة في دالاس لاف فيلد. | President Donald J. Trump, joined by Texas Gov. Gregg Abbott, Lt. Gov. Dan Patrick and FEMA officials, attends a briefing on the continuing Hurricane Harvey relief and recovery efforts, during a meeting in the Signature Flight Support facility at Dallas Love Field, Wednesday, October 25, 2017, in Dallas, Texas. Gov. Abbott thanked President Trump for his commitment to Texas. |
| فرجينيا               | Sterling           | 28 أكتوبر | زار الرئيس ترمب ملعب ترمب الوطني للغولف في ستيرلنج، فيرجينيا. في طريقه إلى هناك قامت جولي بريسكمان وهي تركب دراجتها بإيماءة بذيئة للموكب، ألتقطت الكاميرات فعاها وأطلق النار عليها. | |

## نوفمبر
| الدولة/ ولاية أمريكية | المكان                                                  | التاريخ      | التفاصيل | صورة                                                                       |
| --------------------- | ------------------------------------------------------- | ------------ | --- | -------------------------------------------------------------------------- |
| هاواي                 | قاعدة بيرل هاربور-هيكام المشتركة، آييا، هاواي، هونولولو | 3–4 نوفمبر   | سافر الرئيس ترمب والسيدة الأولى ميلانيا ترمب إلى هاواي في طريقهما إلى آسيا توقفا في قاعدة بيرل هاربور-هيكام المشتركة. نصب يو إس إس أريزونا التذكاري في بيرل هاربر. قبل مغادرته، زار ترمب فندق ترمب إنترناشيونال وايكيكي والتقى بالموظفين هناك. |                                                                            |
| اليابان               | فوسا، كاواغويه، طوكيو                                   | 5–7 نوفمبر   | سافر الرئيس ترمب والسيدة الأولى ميلانيا ترمب إلى طوكيو باليابان عبر قاعدة يوكوتا الجوية في فوسا، التقى الرئيس بالقوات الأمريكية وأفراد قوات الدفاع الذاتي اليابانية هناك. التقى الرئيس ترمب مع رئيس الوزراء شينزو آبي في كاسوميغاسكي كونتري كلوب في كاواغوي، سايتاما، لعبا الجولف مع لاعب الجولف المحترف هايدكي ماتسوياما. عقد الرئيس ترمب اجتماعًا ثنائيًا ومؤتمرًا صحفيًا مشتركًا مع رئيس الوزراء آبي في 6 نوفمبر في قصر أكاساكا، ناقشا في الاجتماع التجارة وتهديد قدرة الأسلحة النووية لكوريا الشمالية. التقى الرئيس والسيدة الأولى أيضًا بالإمبراطور أكيهيتو والإمبراطورة ميتشيكو في قصر طوكيو الإمبراطوري. كما تناول الرئيس ترمب ورئيس الوزراء آبي العشاء معًا في مطعم جينزا أوكاي تي في غينزا. |                                                                            |
| كوريا الجنوبية        | سول                                                     | 7–8 نوفمبر   | سافر الرئيس ترمب والسيدة الأولى ميلانيا ترمب إلى سول بكوريا الجنوبية عبر قاعدة أوسان الجوية. كانت هذه أول زيارة دولة يقوم بها رئيس أمريكي في منصبه إلى كوريا الجنوبية منذ عام 1992. زار الرئيس ترمب القوات الأمريكية والكورية الجنوبية في معسكر همفريز، قبل عقد اجتماع ثنائي ومؤتمر صحفي مشترك مع الرئيس مون جاي إن في البيت الأزرق. ناقش الرئيسان قضية كوريا الشمالية والتعاون في مجال تعزيز القدرات الدفاعية لكوريا الجنوبية. حضرت عائلة ترمب مأدبة عشاء رسمية في البيت الأزرق مع الرئيس مون والسيدة الأولى كيم جونغ سوك في 8 تشرين الثاني/نوفمبر، ألقى الرئيس ترمب خطابًا أمام الجمعية الوطنية في 8 نوفمبر. كان من المقرر في البداية القيام بزيارة غير معلنة إلى المنطقة المنزوعة السلاح لكن ألغيت بسبب الضباب الكثيف. قبل مغادرة سول، قام الرئيس والسيدة الأولى بوضع إكليل من الزهور على مقبرة سيول الوطنية لتكريم ضحايا الحرب الكورية. |                                                                            |
| الصين                 | بكين                                                    | 8–10 نوفمبر  | سافر الرئيس ترمب والسيدة الأولى ميلانيا ترمب إلى بكين، الصين عبر مطار بكين العاصمة الدولي. كانت هذه أول زيارة دولة يقوم بها رئيس أمريكي في منصبه للصين منذ عام 1998. التقيا بالرئيس شي جين بينغ وزوجته بينج ليوان في المدينة المحرمة، قاما بجولة بها قبل مشاهدة عرض أوبرا بكين وتناول العشاء معًا. استقبل الرئيس شي والسيدة بينغ الرئيس والسيدة الأولى في قاعة الشعب الكبرى في 9 نوفمبر. تناول كل من ترمب وشي العلاقات التجارية بين الصين والولايات المتحدة خلال خطابيهما في حدث تجاري. وناقش الرئيسان أيضًا قضية كوريا الشمالية. ووقع البلدان اتفاقيات تجارية تزيد قيمتها على 250 مليار دولار. التقى الرئيس ترمب أيضًا برئيس الوزراء لي كه تشيانغ. تناول الرئيس ترمب والسيدة الأولى مأدبة عشاء رسمية مع الرئيس شي والسيدة بينغ في قاعة الشعب الكبرى.                                                                                         |                                                                            |
| فيتنام                | دا نانغ، هانوي                                          | 10–12 نوفمبر | سافر الرئيس ترمب إلى دا نانغ، فيتنام لحضور قمة أبيك فيتنام 2017. سافر إلى هانوي في 11 نوفمبر في زيارة دولة والتقى بالرئيس تران داي كوانج ، والأمين العام للحزب الشيوعي نغوين فو ترونغ، ورئيس الوزراء نجوين شوان فوك. وكانت هذه أول زيارة دولة إلى فيتنام يقوم بها رئيس أمريكي في منصبه. |                                                                            |
| الفلبين               | مانيلا، باساي                                           | 12–14 نوفمبر | سافر الرئيس ترمب إلى مانيلا، الفلبين لحضور القمة الحادية والثلاثين للآسيان. كما التقى بالرئيس رودريغو دوتيرتي. |                                                                            |
| هاواي                 | Hickam                                                  | 14 نوفمبر    | توقف الرئيس ترمب في قاعدة هيكام الجوية في طريقه إلى واشنطن العاصمة، بعد الانتهاء من جولته في شرق آسيا. |                                                                            |
| فلوريدا               | مارالاغو، ويست بالم بيتش                                | 21–26 نوفمبر | سافر الرئيس ترمب إلى ويست بالم بيتش لقضاء عطلة عيد الشكر. زار ترمب في 23 نوفمبر محطة خفر السواحل في ليك وورث إنليت. زار ترمب نادي ترمب الدولي للغولف ي 24 نوفمبرل لعب جالغلف مع تايغر وودز وداستين جونسون. |                                                                            |
| ميزوري                | سانت تشارلز                                             | 29 نوفمبر    | سافر الرئيس ترمب إلى ولاية ميسوري لعقد اجتماع لحشد الدعم الشعبي للإصلاح الضريبي. أقيم الحدث في مركز سانت تشارلز للمؤتمرات. | President Donald J. Trump visits Missouri to deliver remarks on tax reform |

## ديسمبر
| الدولة/ ولاية أمريكية | المكان                   | التاريخ      | التفاصيل | صورة                                                                                      |
| --------------------- | ------------------------ | ------------ | --- | ----------------------------------------------------------------------------------------- |
| نيويورك               | نيويورك                  | 2 ديسمبر     | سافر الرئيس ترمب إلى مدينة نيويورك لحضور إفطار لجنة انتصار ترمب، وغداء عطلة اللجنة الوطنية الجمهورية وحدث لجمع التبرعات في مسكن خاص. عاد الرئيس إلى واشنطن العاصمة في وقت لاحق من ذلك اليوم. |                                                                                           |
| يوتا                  | سولت ليك                 | 4 ديسمبر     | سافر الرئيس ترمب إلى سولت ليك سيتي، للإعلان عن تخفيض حجم المعالم الوطنية في ولاية يوتا منها نصب بيرز إيرز الوطني وGrand Staircase Escalante ‏. أثناء وجوده في سولت ليك سيتي، التقى الرئيس ترمب بقادة كنيسة يسوع المسيح لقديسي الأيام الأخيرة. | President Donald J. Trump delivers remarks at the Utah State Capitol                      |
| فلوريدا               | بينساكولا، مارالاغو      | 8–10 ديسمبر  | سافر الرئيس ترمب إلى شمال فلوريدا لعقد اجتماع في مركز خليج بينساكولا في الفترة التي سبقت انتخابات مقعد ألاباما في مجلس الشيوخ الذي أخلاه جيف سيشنز. بعد التجمع، أمضى الرئيس ترمب الليلة في منتجع مارالاغو الخاص به. |                                                                                           |
| مسيسيبي               | جاكسون                   | 9 ديسمبر     | زار الرئيس ترمب جاكسون للاحتفال بالذكرى المئوية الثانية للولاية وكذلك للمشاركة في افتتاح متحف الحقوق المدنية في ميسيسيبي. |                                                                                           |
| فرجينيا               | Stafford                 | 15 ديسمبر    | ألقى الرئيس ترمب كلمة في حفل تخرج طلاب الأكاديمية الوطنية لمكتب التحقيقات الفيدرالي. |                                                                                           |
| ماريلند               | بيثيسدا                  | 21 ديسمبر    | زار الرئيس ترمب مركز USO Warrior & Family في المبنى رقم 83 مركز والتر ريد الطبي العسكري الوطني ‏ في بيثيسدا بولاية ماريلاند. |                                                                                           |
| فلوريدا               | مارالاغو، ويست بالم بيتش | 22–31 ديسمبر | سافر الرئيس ترمب والسيدة الأولى ميلانيا ترمب إلى ويست بالم بيتش، وقضيا عطلة عيد الميلاد في منتجعه في مارالاغو. سافر الرئيس ترمب إلى نادي ترمب الدولي للغولف في ويست بالم بيتش في 23 و24 ديسمبر. حضر الرئيس ترمب قداس عيد الميلاد في بيثيسدا باي ذا سي في 24 ديسمبر. سافر الرئيس ترمب في 26 ديسمبر مرة أخرى إلى نادي ترمب الدولي للغولف، لعب الغولف مع السيناتور ديفيد بيردو ولاعبي الجولف المحترفين بريسون ديشامبو ودانا كويجلي، والتقى لاحقًا المتأثرين من إنقاذ حريق ويست بالم بيتش رقم 2. عاد الرئيس ترمب إلى ملعب الجولف نفسه في 28 ديسمبر وتناول العشاء مع وزير التجارة الأمريكي ويلبر روس. عاد الرئيس ترمب إلى ملعب الجولف في 29 ديسمبر، ودعى أعضاء الخدمة في محطة خفر السواحل في ليك وورث إنليت للعب معه. سافر الرئيس ترمب إلى ملعب الجولف مرة أخرى يومي 30 و31 ديسمبر. | President Donald J. Trump holds a video teleconference with members of the U.S. military. |